# Запёкшаяся кровь
«Запёкшаяся кровь» (англ. Curdled, исп. Tú asesina, que nosotras limpiamos la sangre — «Ты убиваешь, мы отмываем за тобой кровь») — фильм 1996 года американского режиссёра Рэба Брэддока.

## Сюжет
Героиня этого фильма с детства была одержима тягой к смерти. Её самым ярким детским впечатлением была кровь на белой скатерти — из окна выбросили человека, мать выбежала на улицу и накрыла труп. Теперь она выросла и работает в фирме, занимающейся уборкой квартир после убийств.
Отличаясь болезненным любопытством, девушка собирает газетные вырезки о серийном убийце, получившем в прессе прозвище «убийца голубой крови». Однажды уборщицу посылают отмывать кровь в доме, где только что совершено очередное убийство. Одновременно туда приходит герой Болдуина чтобы стереть улики.

## В ролях
| Актёр              | Роль               |
| ------------------ | ------------------ |
| Уильям Болдуин     | Пауль Гуэль        |
| Анджела Джонс      | Габриэла           |
| Брюс Рэмси         | Эдуардо            |
| Лоис Чайлз         | Катрина Брандт     |
| Барри Корбин       | квартирант         |
| Мел Горэм          | Елена              |
| Дейзи Фуэнтес      | Клара              |
| Кармен Лопес       | Лурдес             |
| Вивьен Сендейдиего | Эва                |
| Каридад Равело     | Хуан               |
| Сандра Тигпен      | Грейс              |
| Келли Престон      | Келли Хог          |
| Лупита Феррер      | Мари Клемент       |
| Сабрина Коуан      | рыжая официантка   |
| Чарльз Такер       | Сан Барбэк         |
| Аллиса Тэчер       | Габриэла в детстве |
| Наттача Амадор     | мать Габриэлы      |

## Съёмочная группа
- Реб Брэддок — режиссёр / сценарист
- Джон Маасс — продюсер / сценарист
- Рауль Пуйч — продюсер
- Джозеф Хулиан Гонсалес — автор песен
- Мэллори Готтлиб — редактор
- Шерман Уильямс — художник-постановщик
- Квентин Тарантино — исполнительный продюсер / сценарист
- Карен Верджин — художник по декорациям
- Беверли Сафир — художник по костюмам
- Питер Девлин — звукорежиссёр
- Мелани Гриф — первый ассистент режиссёра
- Стивен Бернстайн — оператор
- Ивон Касас — кастинг
- Шелли Глассер — поточный продюсер

## Релиз и критика
Премьера фильма состоялась на Международном кинофестивале в Торонто 6 сентября 1996 года. Затем картина вышла ограниченным тиражом в США, Испании, Франции, Германии, Венгрии и России. За 2 недели американского проката на 13 экранах, лента собрала $49,5 тыс. при бюджете в $2,3 млн. Фильм не понравился большей части критиков. Он имеет лишь 17 % свежести на сайте Rotten Tomatoes (10 отрицательных, 12 нейтральных и всего 2 положительные рецензии). Средняя оценка — 4,3 (максимальная возможная оценка — 10). Только два рецензента нашли в этом фильме больше положительного, нежели отрицательного — это Стэйси Лэйн Уилсон из «Fantastica Daily» и Драган Антулов из «rec.arts.movies.reviews». Уилсон написала: «Великолепное кино для психов!». Антулов поставил фильму 6 баллов по 10-балльной шкале, сказав: «Фильм имеет свои очевидные недостатки (затянутость, нездоровые шутки об убийствах, огромное количество крови), но все они немного нивелируются, во многом, благодаря великолепной игре Анджелы Джонс. Она выглядит так искренне и невинно, что зрители начинают невольно симпатизировать ей, несмотря на то, что она психически больна».
Среди семи топовых критиков, пятеро воздержались от оценки, и двое написали отрицательные рецензии. К последним относится и Роджер Эберт, который поставил картине две звезды из четырёх, отметив, в своём отзыве на страницах издания «Chicago Sun-Times», неплохую игру Анджелы Джонс и неудавшуюся попытку расширения короткометражного фильма до полнометражного. «Это не работает» — сказал он. «Длинная и нудная пародия на фильмы о серийных убийцах всего с одной шуткой» — написал Тод Маккарти в рецензии для «Variety». Мик Ласель из «San Francisco Chronicle» подумал об имидже Квентина Тарантино: «Помещая своё имя в это барахло, Тарантино характеризует себя не лучшим образом». А критик «Washington Post» Дессон Хоу отметил, что главная героиня фильма Габриэла слишком сильно наслаждается своей новой профессией.

## Связь с другими фильмами
- В одном из эпизодов фильма по телевизору в передаче про серийных убийц показывают фотороботы двух братьев Гекко из фильма «От заката до рассвета» (Квентин Тарантино и Джордж Клуни).
- Фильм является авторемейком одноимённой работы 1991 года.
- До выхода этой полнометражной версии Тарантино, впечатлённый оригинальной получасовой работой Реба Брэддока (1991), перенес её героиню в свою картину «Криминальное чтиво» (1994), где её в роли таксистки Эсмеральды Вильялобос сыграла актриса Анджела Джонс (главная героиня данного ремейка).

### Похожие работы
- Кровь и бетон: История любви (1990, Джеффри Рейнер)
- Мамочка — убийца-маньячка (1994, Джон Уотерс)
- Американский психопат (2000, Мэри Херрон)

## Релизы на DVD
- «Запёкшаяся кровь» (7 марта 2005, Disney)
- «Запёкшаяся кровь» (2 марта 2004, Miramax)